# Orthonama
Orthonama is een geslacht van vlinders van de familie spanners (Geometridae), uit de onderfamilie Larentiinae.

## Soorten
- O. albescens Warren, 1908
- O. albilinearia Maassen, 1890
- O. albipuncta Warren, 1908
- O. apricata Guenée, 1858
- O. bistrigata Dognin, 1914
- O. coneja Dognin, 1896
- O. corteza Dognin, 1896
- O. crenatilinea Dognin, 1914
- O. dicymanta Prout, 1929
- O. dryasaria Schaus, 1913
- O. effluata Snellen, 1874
- O. favillacea Dognin, 1914
- O. gracea Sperry, 1949
- O. ignifera Warren, 1906
- O. lignata Hübner, 179, 1799
- O. lutulentata Snellen, 1874
- O. magnitactata Dyar, 1915
- O. majorata Dognin, 1916
- O. olivacea Warren, 1900
- O. prouti Bastelberger, 1907
- O. pudibunda Warren, 1905
- O. quadrisecta Herbulot, 1954
- O. roseimedia Prout, 1910
- O. straminea Warren, 1905
- O. suffocata Dognin, 1906
- O. vinosata Prout, 1910
- O. vittata

Moeraswalstrospanner (Borkhausen, 1794)
- O. vittulata Schaus, 1901